# Caterina Fake
 (avril 2025).
La mise en forme du texte ne suit pas les recommandations de Wikipédia : il faut le « wikifier ».
Les points d'amélioration suivants sont les cas les plus fréquents :
- Les titres sont pré-formatés par le logiciel. Ils ne sont ni en capitales, ni en gras.
- Le texte ne doit pas être écrit en capitales (les noms de famille non plus), ni en gras, ni en italique, ni en « petit »…
- Le gras n'est utilisé que pour surligner le titre de l'article dans l'introduction, une seule fois.
- L'italique est rarement utilisé : mots en langue étrangère, titres d'œuvres, noms de bateaux, etc.
- Les citations ne sont pas en italique mais en corps de texte normal. Elles sont entourées par des guillemets français : « et ».
- Les listes à puces sont à éviter, des paragraphes rédigés étant largement préférés. Les tableaux sont à réserver à la présentation de données structurées (résultats, etc.).
- Les appels de note de bas de page (petits chiffres en exposant, introduits par l'outil «  Source ») sont à placer entre la fin de phrase et le point final[comme ça].
- Les liens internes (vers d'autres articles de Wikipédia) sont à choisir avec parcimonie. Créez des liens vers des articles approfondissant le sujet. Les termes génériques sans rapport avec le sujet sont à éviter, ainsi que les répétitions de liens vers un même terme.
- Les liens externes sont à placer uniquement dans une section « Liens externes », à la fin de l'article. Ces liens sont à choisir avec parcimonie suivant les règles définies. Si un lien sert de source à l'article, son insertion dans le texte est à faire par les notes de bas de page.
- La présentation des références doit suivre les conventions bibliographiques. Il est recommandé d'utiliser les modèles {{Ouvrage}}, {{Chapitre}}, {{Article}}, {{Lien web}} et/ou {{Bibliographie}}. Le mode d'édition visuel peut mettre en forme automatiquement les références.
- Insérer une infobox (cadre d'informations à droite) n'est pas obligatoire pour parachever la mise en page.

Pour une aide détaillée, merci de consulter Aide:Wikification.
Si vous pensez que ces points ont été résolus, vous pouvez retirer ce bandeau et améliorer la mise en forme d'un autre article.
Pour les articles homonymes, voir Fake.
Caterina Fake est une entrepreneuse et une femme d'affaires américaine qui a cofondé les sites web Flickr en 2004 et Hunch en 2007. Elle a été administratrice d'organisations à but non lucratif et présidente d'Etsy. Caterina Fake a figuré dans la liste Time 100 du Time pour son rôle dans la création de Flickr, et elle est reconnue dans la Silicon Valley pour son travail en tant qu'investisseur providentiel.

## Biographie

### Jeunesse et éducation
Fake a été élevée dans le nord du New Jersey par son père américain et sa mère philippine. Enfant, elle n'avait pas le droit de regarder la télévision et ses passe-temps incluaient la lecture de poésie et la musique classique.
Elle est diplômée du Vassar College en 1991 avec un diplôme en anglais, après avoir été transférée du Smith College en 1989. Le Vassar College avait un intranet auquel les étudiants pouvaient se connecter à partir de leurs dortoirs, ce que Fake attribue comme étant en grande partie responsable de sa découverte de la conception Web. Après avoir exercé divers emplois, notamment en tant qu'assistante de peintre, banquière d'investissement et employée dans un magasin de plongée (ce que Fake a appelé sa « période de ce que je veux faire après l'université »). Fake s'est renseignée sur Internet et a commencé à créer des sites Web et des CD-ROM.

### Carrière
En 1997, elle a pris un poste de gestion des forums communautaires de Netscape . Cette expérience, ainsi que d'autres dans les blogs et les communautés en ligne, l'a amenée à cofonder Ludicorp à Vancouver avec Stewart Butterfield et Jason Classon en été 2002. La société a développé un jeu de rôle en ligne massivement multijoueur appelé Game Neverending . Le jeu n'a pas été lancé, mais Fake et Butterfield ont lancé un nouveau produit appelé Flickr en 2004, qui est devenu l'un des sites de partage de photos les plus populaires au monde. Flickr a été acquis par Yahoo! en 2005 pour environ 30 millions de dollars. Il fait partie des sites « Web 2.0 », intégrant des fonctionnalités telles que les réseaux sociaux, les API ouvertes de la communauté, les tags et les algorithmes qui font remonter à la surface les contenus les plus populaires. Après cette acquisition, Fake a pris un emploi chez Yahoo où elle dirigeait le groupe Technology Development, connu pour son programme Hack Yahoo et pour Brickhouse, un environnement de développement rapide pour de nouveaux produits. Elle a démissionné de Yahoo le 13 juin 2008.
Fake travaille auparavant comme directrice artistique pour Salon, un site Web d'actualités et d'opinions lancé en 1995. En 2007, elle cofonde le site Web Hunch avec l'entrepreneur Chris Dixon, qui a été acquis par eBay pour 80 millions de dollars en novembre 2011. Depuis 2014, le projet le plus récent de Fake s'appelle Findery. Il a été lancé en version bêta limitée en février 2012 et s'appelait à l'origine Pinwheel. Il a été renommé Findery en juillet 2012. La société a son siège à San Francisco. Findery est une application de voyage pour IOS. Il permet aux globe-trotters d'ajouter des notes a leurs points d'intérêts. Il a pour ambition d'être un grand atlas vivant du monde. Findery vous raconte l'histoire des endroits où vous vous rendez.
Fake rejoint le conseil d'administration de Creative Commons en août 2008, et le conseil d'administration de l' Institut Sundance qui est entièrement consacré au cinéma indépendant en 2015, et celui de McSweeney qui est entièrement consacré à l'édition indépendante. En 2014, elle a quitté le conseil d'administration d'Etsy après huit ans, invoquant d'autres priorités professionnelles et personnelles. Elle était présidente au moment de sa démission.
Fake remporte plusieurs prix, dont Bloomberg Businessweek « meilleurs dirigeants » en 2005, Forbes 2005 eGang, Fast Company Fast 50 et Red Herring 20 entrepreneurs de moins de 35 ans. Elle est répertoriée sur la liste 2006 Time 100 - Time magazine des cent personnes les plus influentes du monde - sous la catégorie « Builders and Titans » avec son cofondateur Flickr. Elle reçoit des doctorats honorifiques de la Rhode Island School of Design en 2009  et de The New School en 2013. Fake a reçu le « Visionary Award » 2018 du Silicon Valley Forum, qui récompense les leaders des entreprises de la Silicon Valley. Parmi ses entreprises les plus reconnues, elle a été identifiée pour ses contributions à la Silicon Valley en tant qu'auteur et investisseur providentiel . 
Caterina Fake lance un nouveau podcast, appelé « Should this exist ? » en 2019. Dans chaque épisode, Fake invite un entrepreneur doté d'une nouvelle technologie radicale pour discuter de son potentiel et de ce qui pourrait mal tourner.

## Vie privée
Fake a été mariée à Stewart Butterfield, son cofondateur de Flickr, de 2001  à 2007. Ils ont eu une fille en 2007. Depuis 2015, Fake est en relation avec le cofondateur de Jaiku, Jyri Engeström, et le couple a eu trois enfants.